# Norra Gårbäckstjärnet
Norra Gårbäckstjärnet är en sjö i Eda kommun i Värmland och ingår i Göta älvs huvudavrinningsområde.